# Letrado mayor de las Cortes Generales
El letrado mayor de las Cortes Generales, también llamado secretario general del Congreso de los Diputados, es un alto funcionario de las Cortes Generales. Es elegido por la Mesa del Congreso de entre miembros del Cuerpo de Letrados de las Cortes Generales con más de cinco años de servicio activo en el mismo (EPCG § 6).
Como letrado principal, se encarga de dar asesoramiento jurídico y técnico a los órganos de la Cámara Baja, dirige la Administración del Congreso de los Diputados y ejerce la jefatura superior de los servicios administrativos del Congreso. Asimismo, puede asumir, por delegación, cualquier otra función que le otorguen conjuntamente las Mesas de ambas cámaras (EPCG § 53).

## Historia
La historia del letrado mayor está estrechamente ligada a la de la propia Secretaría del Congreso. La primera vez que las Cortes trataron el tema de los funcionarios administrativos que apoyasen la labor de las cortes fue a principios de octubre de 1810. Sin embargo, la elección de estos funcionarios se retrasó casi un mes, siendo elegidos los cinco oficiales el 4 de noviembre, siendo elegido oficial mayor (hoy letrado mayor), Juan Martínez de Novales. El resto de letrados fueron José Gelabert (oficial segundo), Juan José Sánchez, Fausto Eduardo de la Rosa y Antonio Llaguno. Asimismo se eligió al archivero, Antonio Moreno y Galea. A partir de 1813, el personal a cargo del oficial mayor aumentó, creándose las posiciones de oficial de archivero, teniendo cuatro porteros, un número indeterminado de mozos y un inspector arquitecto.
Todos ellos eran nombrados por una comisión parlamentaria de gobierno interior de las Cortes a la que estaban sometidos.
Será con el reglamento de las Cortes republicanas cuando primero se mencione la figura del oficial mayor como cabeza de la Secretaría, y otorgándole la potestad de recibir las credenciales de los diputados electos y la de leer en la primera sesión del decreto de convocatoria y la lista de diputados.
La actual denominación de letrado mayor se adopta en 1977, subordinándolo a la Mesa del Congreso y otorgándole la categoría de jefe de los servicios. A partir de 1982, se le otorga también el título de secretario general del Congreso.

## Secretario general y letrado mayor
El letrado mayor de las Cortes Generales es, como norma general, a la vez, secretario general del Congreso de los Diputados, salvo que las Mesas de ambas Cámaras, en reunión conjunta, decidan separar ambos cargos. (EPCG § 8).

## Dependencias
El letrado mayor-secretario general posee, como sus principales asistentes, los secretarios generales adjuntos:
- El secretario general adjunto para Asuntos Parlamentarios, que ejerce la jefatura y coordinación de todos los servicios administrativos de la Secretaría General encaminados a garantizar el buen funcionamiento de los órganos de la cámara y el asesoramiento de sus miembros.
- El secretario general adjunto para Asuntos Administrativos, que ejerce la jefatura y coordinación de todos los servicios administrativos de la Secretaría General responsables del personal del Congreso, el gobierno interior, del asesoramiento económico-presupuestario y sobre tecnología.

Igualmente, dependen directamente del letrado mayor los órganos encargados de las relaciones con otras instituciones, de la comunicación e imagen institucional, del asesoramiento jurídico sobre contratación y defensa de la Cámara frente a tribunales de justicia, de la seguridad del Congreso y de fiscalización interna tanto administrativa como económica.

## Administración electoral
El secretario general asiste igualmente al órgano superior de la Administración electoral española, la Junta Electoral Central (JEC). Así, la Ley Orgánica de Régimen Electoral General (LOREG) le confiere la titularidad de la Secretaría de este órgano. En caso de no poder ejercerlo, es sustituido por el letrado mayor del Senado y, en su caso, por el letrado de las Cortes Generales más antiguo.

## Titular
El actual letrado mayor de las Cortes, quien a su vez, es el secretario general del Congreso de los Diputados, es Fernando Galindo Elola-Olaso desde noviembre de 2023, quien ha sido letrado en las Cortes Generales desde 2010 y que anteriormente fue subsecretario de Política Territorial. Sustituye a Carlos Gutiérrez Vicén, secretario general y letrado mayor desde 2014 a 2023.
Los Letrados Mayores desde la transición han sido:
- Francisco Rubio Llorente (1977-27 de abril de 1979)[11]

- Nicolás Pérez Serrano (27 de abril de 1979-1981)[12]

- Fernando Garrido Falla (1981[13] -23 de diciembre de 1982)[14]
- Luis María Cazorla Prieto (1982-1988)

- Ignacio Astarloa (1988- 7 de octubre de 1996)[15]
- José Luis Peñaranda Ramos (octubre de 1996) - en funciones[16]
- Emilio Recoder de Casso (8 de octubre de 1996-30 de junio de 1999)[17]
- Piedad García-Escudero Márquez (30 de junio de 1999-20 de septiembre de 2000) - en funciones[18]

- Piedad García-Escudero Márquez (20 de septiembre de 2000-27 de abril de 2004)[19]

- Manuel Alba Navarro (27 de abril de 2004-4 de marzo de 2014)[20]

- Carlos Gutiérrez Vicén (4 de marzo de 2014-1 de noviembre de 2023)[21]
- Fernando Galindo Elola-Olaso (3 de noviembre de 2023-presente)[10]